# Länsväg 335
De Zweedse weg 335 (Zweeds: Länsväg 335) is een provinciale weg in de provincie Västernorrlands län in Zweden en is circa 84 kilometer lang.

## Plaatsen langs de weg
- Sollefteå
- Arlum en Stöndar
- Sidensjö
- Haffsta en Vägersta
- Överhörnäs (bij Örnsköldsvik)

## Knooppunten
- Riksväg 90 bij Sollefteå (begin)
- Länsväg 334
- Länsväg 348 naar E4 bij Överhörnäs (einde)